# 帕里库廷火山
帕里库廷火山（西班牙語：Paricutín），是位于墨西哥米却肯州西部的一座火山，在帕里库廷村附近并因此而得名，是北美洲最年轻的火山，也是世界最年輕的火山之一，被CNN称为世界七大自然奇观之一。帕里库廷火山最独特的是从始到终喷发的全过程一直被人们观察到，是歷史上相當罕見的新火山形成目擊事件。
在1943年以前，这座山还不存在，1943年2月20日，村中的农民发现自己的玉米田里出现一个裂洞，很快洞中涌出岩浆，喷出火山灰，24小时之内就形成50米高的火山锥，一个星期内达到100米。到了3月份，火山灰掩埋了帕里库廷村和圣胡安村两个村庄和数百幢房屋，6月12日大量岩浆喷出，8月份两个村庄全部被掩埋。一年间火山锥已经达到336米高，覆盖了25平方千米的区域，火山一直断断续续地喷发，直到1952年彻底停止喷发，这时的火山锥自原爆發地以上算起高424米，海拔高度3170米。

## 地質

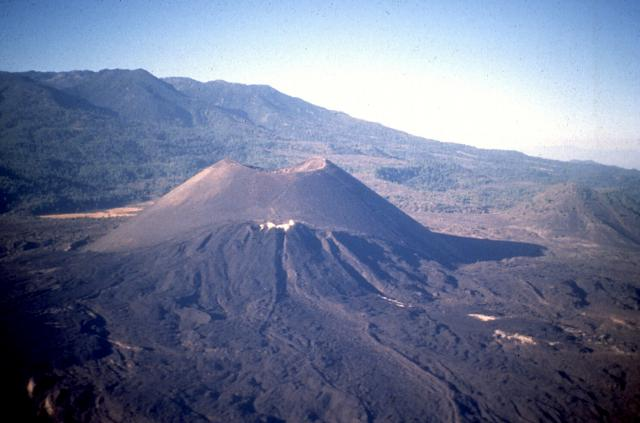
1997年的帕里库廷火山

帕里库廷火山位於墨西哥米卻肯州，在墨西哥城以西約322公里。它本身位於一座古老的盾狀火山頂部，海拔3,170米，山體高度424米。這座火山位於橫貫墨西哥中部的墨西哥火山帶，墨西哥火山帶由西向東延伸900公里，包括數以千計的煤渣錐和火山噴口。這裡的火山活動創造了墨西哥中部高原和深達1.8公里的熔岩沉積物。沉積的火山灰創造了肥沃的土壤，形成了墨西哥生產力最高的農田。帕里库廷火山是40,000平方公里的玄武岩高原上的1,400個火山口中最年輕的一個。
目前火山口的直徑約為200米，雖然火山活動已經停止，但帕里库廷火山仍然很熱，降水在地熱作用下被加熱，因此火山錐上的溪流中仍然在散發蒸汽。創造火山的地質力量仍然活躍，1997年帕里库廷地區發生了230次強烈的地震，其中5次震級超過3.9。1995年也有一些關於地底隆隆聲的報導，1998年有黑色蒸汽和隆隆聲的報導。2006年夏天又發生了大量火山地震，其中300多個地震震中位於火山附近，表明岩漿仍然在地下運動，但帕里库廷火山沒有繼續噴發。

## 產生

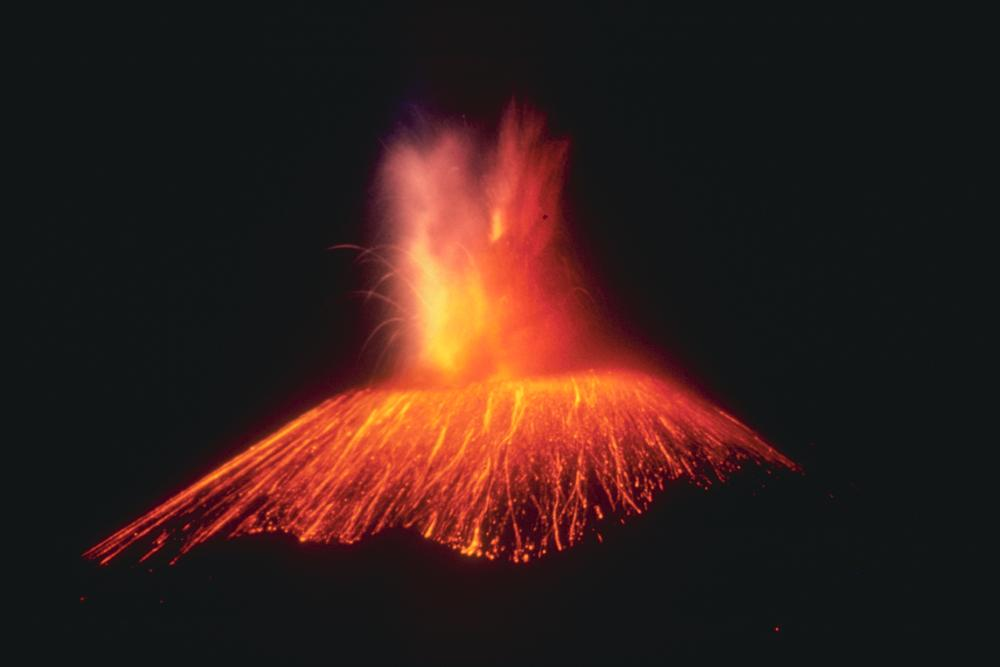
1943年的夜間噴發

噴發發生的幾週前，該地區的居民報告說聽到類似於雷聲的噪音，但天空中沒有云。這種聲音與岩漿運動引起的地聲相一致。後來的一項研究表明，在噴發前五週開始，當地發生了21次強度超過3.2的地震。
噴發開始於當地時間1943年2月20日下午4點左右。火山口的中心是村民迪奧尼西奧·普利多的一片玉米地，那天他和他的家人一直在清理土地為春季種植做準備。突然，附近的地面向上膨脹，形成了一個直徑在2到2.5米之間的洞，他們聽到了嘶嘶聲和聞到像臭雞蛋的氣味，幾個小時內就發展成一個大坑。普利多表示：
下午4點，當我注意到位於我農場的一個小丘突然裂開一條裂縫時，我離開我的妻子寶拉去點燃一堆樹枝……我看到那是一條只有半米深的裂縫。我正準備再次點燃樹枝，突然感到一陣雷聲，樹木都在顫抖，我轉身對寶拉說話。就在那時我看到那裏的地面如何膨脹併升高了2或2.5米高，一種灰色的煙霧或細塵，像灰燼一樣開始升起。以前沒見過……隨著嘶嘶聲或口哨聲，更多的煙霧開始升起，響亮而持續。還有一股硫磺味。
在騎馬逃走之前，普利多在玉米地上放了一個牌子，上面用西班牙語寫著：“這座火山由迪奧尼西奧·普利多擁有和經營。”
在此之後，火山迅速而猛烈地增長，在24小時內出現了一個50米高的火山錐，這是由核桃大小的青金石碎片和更大的半熔化火山彈堆積而成的。到了週末，該錐體的高度增加到100到150米之間。大量火山灰覆蓋了土地，當地居民被迫逃離。

## 活動

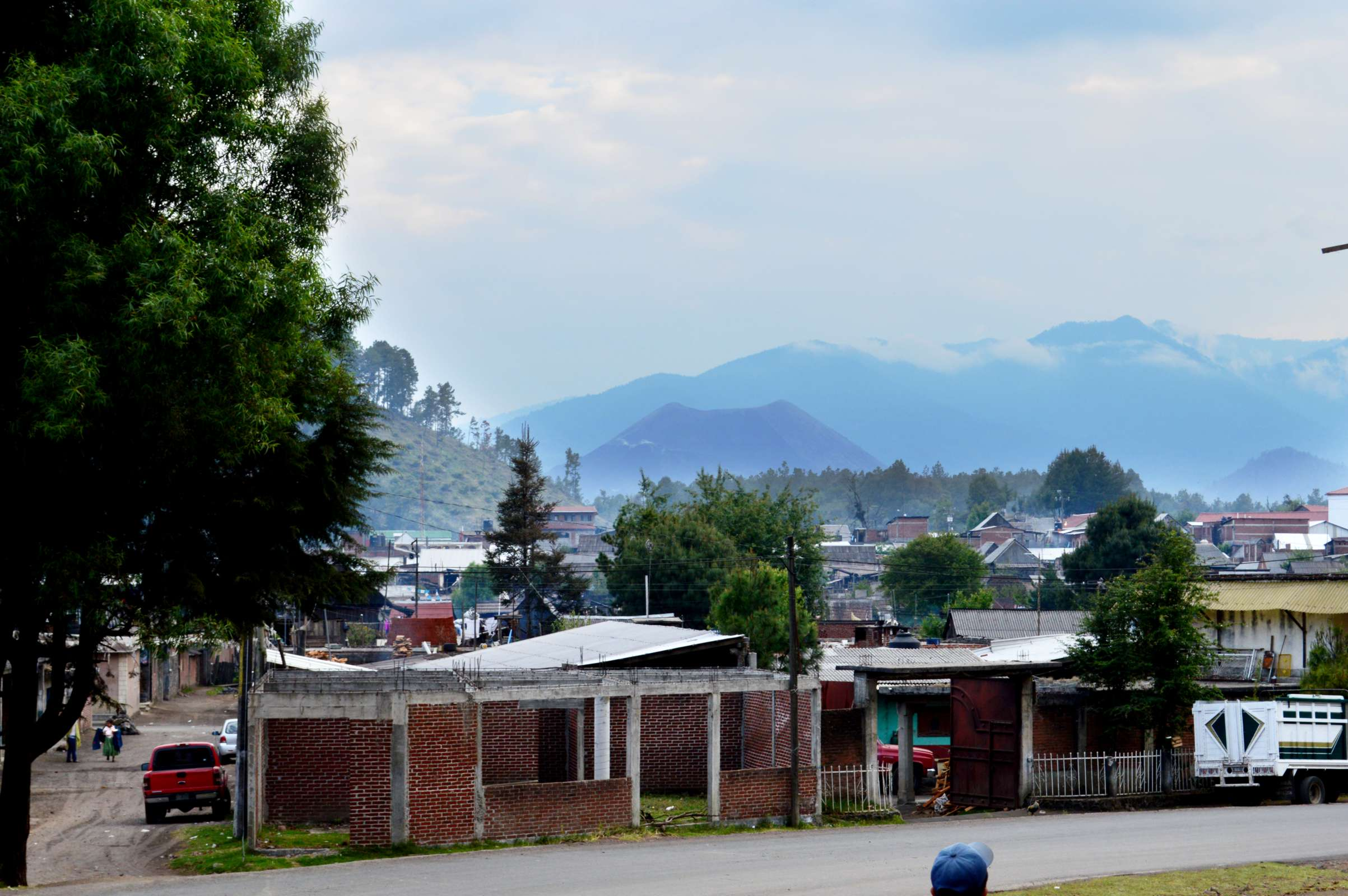
從安加萬鎮看火山

火山長達九年的活動期分為四個階段，第一階段從1943年2月22日持續到10月18日，活動形成了最初的火山錐。在此期間，彈射的物質主要是青金石和火山彈。3月，噴發變得更加猛烈，噴發柱延伸了數公里。在四個月內，火山錐達到了200米高，在八個月內高度達到了365米。在此期間熔岩流開始產生。6月12日，熔岩開始向帕里库廷推進，迫使居民第二天全部撤離。
第二階段從1943年10月18日到1944年1月8日，在火山錐的北側形成新的噴口，向聖胡安帕蘭加里庫蒂羅鎮噴射熔岩，迫使那裏的居民撤離。到了八月，小鎮完全被熔岩和灰燼覆蓋，只見教堂的上部。由於熔岩移動緩慢，疏散過程並無人員傷亡。最早的兩個階段僅持續了一年多，但噴出的物質佔總噴出量的90%以上；火山錐高度達到330米，為最後高度424米的四分之三。它的灰燼甚至影響了墨西哥城。
第三階段從1944年1月8日持續到1945年1月12日，期間火山中心的活動增加，也在火山錐的南側形成了一系列裂縫。這段時間的熔岩流大多向西部和西北部延伸。火山南部形成了熔岩臺地。
在接下來的七年裡，火山變得不那麼活躍，火山灰、石頭和熔岩零星噴出。最後一次爆發活動是在1952年1月至2月之間。連續發生了幾次噴發，並產生了三公里長的煙柱。

## 研究

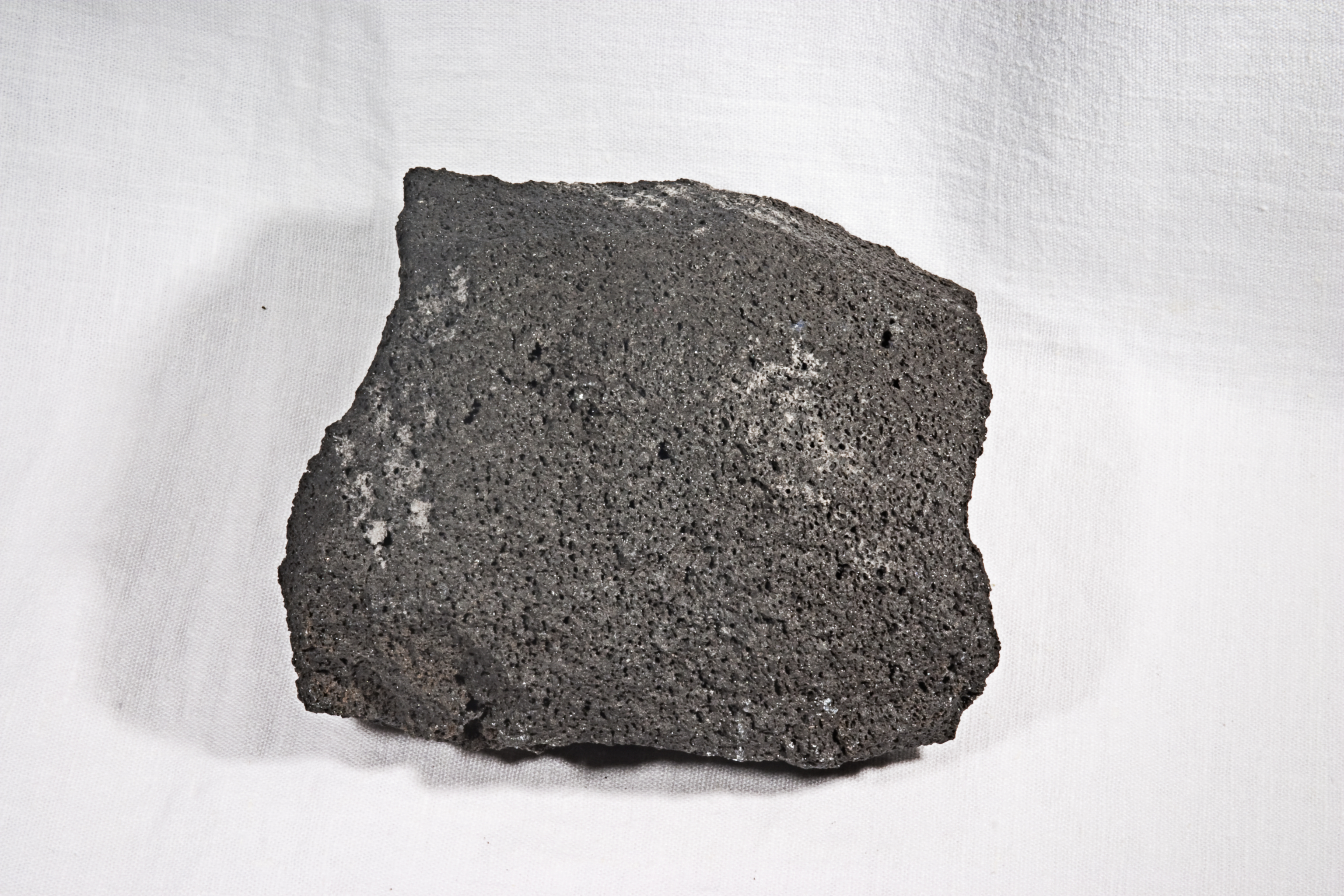
1951年10月採集的樣品

帕里库廷火山噴發的重要性在於，這是火山學家第一次能夠完整記錄火山的整個生命週期。此次活動吸引了來自世界各地的地質學家，但主要研究人員是史密森學會的 William F. Foshag 和墨西哥政府的 Jenaro Gonzalez Reyna 博士，噴發持續了幾年間，兩人對火山活動進行了詳細的描述，繪製了地圖、收集了樣品並拍攝了數千張照片，其中許多至今仍被研究人員使用。從1943年到1948年，在主要學術期刊上發表了近50篇有關該火山的科學文章，之後甚至更多。全球範圍內對帕里库廷火山的研究總體上增加了對火山活動的理解，尤其是對火山渣錐形成的理解。

## 影響

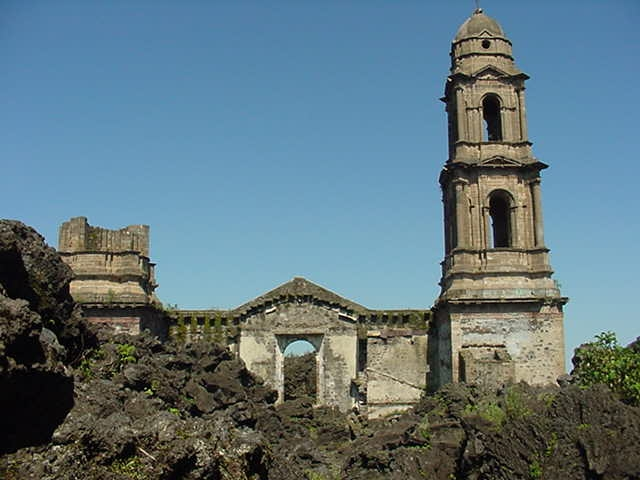
被掩埋的教堂

儘管第二次世界大戰仍在繼續，火山爆發還是引起了世界各地的關注，包括《生活》在內的報紙和雜誌的記者都進行了報導。航空公司的飛行員將火山指向乘客，一部好萊塢電影《來自卡斯蒂利亞的船長》在該地區拍攝，以噴發的火山為背景，並聘請當地人作為臨時演員。火山爆發也啟發了一代墨西哥藝術家在他們的作品中描繪或暗示它。火山噴發於1952年結束，最後留下一個高達424米的火山渣錐。噴發摧毀或嚴重破壞了233平方公里的區域，火山口幾公里內的幾乎所有植被都被摧毀。火山噴發熔岩覆蓋了超過26平方公里的土地，另有52平方公里的土地被火山灰覆蓋。